# Temporada 1973-74 de los New York Knicks
La temporada 1973-74 fue la vigésimo octava de los New York Knicks en la NBA. La temporada regular acabó con 49 victorias y 33 derrotas, ocupando el tercer puesto de la conferencia, clasificándose para los playoffs, en los que cayeron en las Finales de Conferencia ante los Boston Celtics.

## Elecciones en elDraft
| Ronda | Puesto | Jugador       | Posición | Nacionalidad   | Universidad    |
| ----- | ------ | ------------- | -------- | -------------- | -------------- |
| 1     | 14     | Mel Davis     | Alero    | Estados Unidos | St. John's     |
| 2     | 28     | Pat McFarland | Escolta  | Estados Unidos | Saint Joseph's |
| 3     | 49     | Allie McGuire | Escolta  | Estados Unidos | Marquette      |
| 4     | 66     | George Karl   | Base     | Estados Unidos | North Carolina |
| 5     | 83     | Dennis Bell   | Alero    | Estados Unidos | Drake          |

## Temporada regular
| División Atlántico | División Atlántico | División Atlántico | División Atlántico | División Atlántico | División Atlántico | División Atlántico | División Atlántico | División Atlántico |
| Equipo             | G                  | P                  | %                  | PD                 | Casa               | Fuera              | Neutral            | Div                |
| ------------------ | ------------------ | ------------------ | ------------------ | ------------------ | ------------------ | ------------------ | ------------------ | ------------------ |
| y-Boston Celtics   | 56                 | 26                 | .683               | –                  | 26–6               | 21–18              | 9–2                | 17–5               |
| x-New York Knicks  | 49                 | 33                 | .598               | 7                  | 28–13              | 21–19              | 0–1                | 10–12              |
| x-Buffalo Braves   | 42                 | 40                 | .512               | 14                 | 19–13              | 17–21              | 6–6                | 12–10              |
| Philadelphia 76ers | 25                 | 57                 | .305               | 31                 | 14–23              | 9–30               | 2–4                | 5–17               |

## Playoffs

### Semifinales de Conferencia
Capital Bullets vs. New York Knicks 
| Fecha       | Partido                                  | Ciudad     |
| ----------- | ---------------------------------------- | ---------- |
| 29 de marzo | New York Knicks 102, Capital Bullets 91  | Nueva York |
| 31 de marzo | Capital Bullets 91, New York Knicks 87   | Landover   |
| 2 de abril  | New York Knicks 79, Capital Bullets 88   | Nueva York |
| 5 de abril  | Capital Bullets 93, New York Knicks 101  | Landover   |
| 7 de abril  | New York Knicks 106, Capital Bullets 105 | Nueva York |
| 10 de abril | Capital Bullets 109, New York Knicks 92  | Landover   |
| 12 de abril | New York Knicks 91, Capital Bullets 81   | Nueva York |
|             | New York Knicks gana las series 4-3      |            |

### Finales de Conferencia
Boston Celtics vs. New York Knicks 
| Fecha       | Partido                                 | Ciudad     |
| ----------- | --------------------------------------- | ---------- |
| 14 de abril | Boston Celtics 13, New York Knicks 88   | Boston     |
| 16 de abril | New York Knicks 99, Boston Celtics 111  | Nueva York |
| 19 de abril | Boston Celtics 100, New York Knicks 103 | Boston     |
| 21 de abril | New York Knicks 91, Boston Celtics 98   | Nueva York |
| 24 de abril | Boston Celtics 105, New York Knicks 94  | Boston     |
|             | Boston Celtics gana las series 4-1      |            |

## Estadísticas
| Rk | Jugador          | Edad | P  | PT | MP   | TC  | TCI  | %TC  | TL  | TLI | %TL  | RO  | RD  | RT   | AS  | RB  | TAP | BP | FP  | PTS  |
| -- | ---------------- | ---- | -- | -- | ---- | --- | ---- | ---- | --- | --- | ---- | --- | --- | ---- | --- | --- | --- | -- | --- | ---- |
| 1  | Walt Frazier     | 28   | 80 |    | 41.7 | 8.4 | 17.9 | .472 | 3.7 | 4.4 | .838 | 1.5 | 5.2 | 6.7  | 6.9 | 2.0 | 0.2 |    | 2.7 | 20.5 |
| 2  | Dave DeBusschere | 33   | 71 |    | 38.0 | 7.9 | 17.1 | .461 | 2.3 | 3.1 | .756 | 1.9 | 8.8 | 10.7 | 3.6 | 0.9 | 0.5 |    | 3.1 | 18.1 |
| 3  | Bill Bradley     | 30   | 82 |    | 34.3 | 6.1 | 13.6 | .451 | 1.8 | 2.0 | .874 | 0.7 | 2.4 | 3.1  | 3.0 | 0.5 | 0.3 |    | 3.4 | 14.0 |
| 4  | Earl Monroe      | 29   | 41 |    | 29.1 | 5.9 | 12.5 | .468 | 2.3 | 2.8 | .823 | 0.5 | 2.4 | 3.0  | 2.7 | 0.8 | 0.5 |    | 2.4 | 14.0 |
| 5  | Dean Meminger    | 25   | 78 |    | 26.7 | 3.5 | 6.9  | .508 | 1.3 | 2.1 | .644 | 1.6 | 2.0 | 3.6  | 2.1 | 0.8 | 0.1 |    | 2.1 | 8.3  |
| 6  | Willis Reed      | 31   | 19 |    | 26.3 | 4.4 | 9.7  | .457 | 2.2 | 2.8 | .792 | 2.5 | 4.9 | 7.4  | 1.6 | 0.6 | 1.1 |    | 2.6 | 11.1 |
| 7  | Phil Jackson     | 28   | 82 |    | 25.0 | 4.4 | 9.2  | .477 | 2.3 | 3.0 | .776 | 1.5 | 4.3 | 5.8  | 1.6 | 0.5 | 0.8 |    | 3.4 | 11.1 |
| 8  | Jerry Lucas      | 33   | 73 |    | 22.3 | 2.7 | 5.8  | .462 | 0.9 | 1.3 | .698 | 0.8 | 4.3 | 5.1  | 3.2 | 0.4 | 0.3 |    | 1.8 | 6.2  |
| 9  | John Gianelli    | 23   | 70 |    | 20.3 | 3.0 | 6.2  | .479 | 1.3 | 1.7 | .760 | 1.6 | 3.3 | 4.9  | 1.1 | 0.3 | 0.6 |    | 2.3 | 7.3  |
| 10 | Henry Bibby      | 24   | 66 |    | 14.9 | 3.2 | 7.0  | .452 | 1.1 | 1.3 | .830 | 0.7 | 1.3 | 2.0  | 1.4 | 1.0 | 0.0 |    | 1.9 | 7.5  |
| 11 | Dick Barnett     | 37   | 5  |    | 11.6 | 2.0 | 5.2  | .385 | 0.4 | 0.6 | .667 | 0.2 | 0.6 | 0.8  | 1.2 | 0.2 | 0.0 |    | 0.4 | 4.4  |
| 12 | Dick Garrett     | 27   | 25 |    | 9.6  | 1.3 | 3.6  | .352 | 0.4 | 0.5 | .769 | 0.4 | 0.6 | 1.0  | 0.6 | 0.3 | 0.0 |    | 1.6 | 3.0  |
| 13 | Harthorne Wingo  | 26   | 60 |    | 8.9  | 1.4 | 2.9  | .477 | 0.8 | 1.3 | .632 | 1.2 | 1.6 | 2.8  | 0.4 | 0.1 | 0.2 |    | 1.4 | 3.5  |
| 14 | Mel Davis        | 23   | 30 |    | 5.6  | 1.1 | 3.2  | .347 | 0.4 | 0.5 | .750 | 0.6 | 1.2 | 1.8  | 0.3 | 0.1 | 0.1 |    | 1.2 | 2.6  |
| 15 | Allie McGuire    | 22   | 2  |    | 5.0  | 1.0 | 2.0  | .500 | 0.0 | 0.0 |      | 0.0 | 1.0 | 1.0  | 0.5 | 0.0 | 0.0 |    | 1.0 | 2.0  |
| 16 | Dennis Bell      | 22   | 1  |    | 4.0  | 0.0 | 1.0  | .000 | 0.0 | 0.0 |      | 0.0 | 0.0 | 0.0  | 0.0 | 0.0 | 0.0 |    | 0.0 | 0.0  |
| 17 | Tom Riker        | 23   | 17 |    | 3.4  | 0.8 | 1.7  | .448 | 0.7 | 1.0 | .706 | 0.5 | 0.4 | 0.9  | 0.2 | 0.0 | 0.0 |    | 0.4 | 2.2  |

## Galardones y récords
| Jugador          | Galardón                                                             |
| Walt Frazier     | Mejor quinteto de la NBA Mejor quinteto defensivo de la NBA All-Star |
| Dave DeBusschere | Mejor quinteto defensivo de la NBA All-Star                          |